# Maymuna Abu Bakr
Maymuna Abu Bakr (nascida em 1948) é uma poetisa, compositora e diretora de televisão iemenita, a primeira mulher iemenita a publicar uma coleção de poesia no sul do Iémen.
Maymuna Abu Bakr nasceu em Mukalla. Ela é formada em sociologia e inglês, e tem formação em direção de televisão no Egipto.